# Месечеве либрације
У астрономији, Месечеве либрације су појаве које омогућавају да посматрач са Земље види више од 50% Месечеве површине. Услед либрација Месец привидно мења величину.
Због изједначавања дужине трајања Месечеве ротације и револуције, са Земље се види само једна страна Месеца, односно 50%. Захваљујући либрацијама могуће је видети још око 4% површине Месеца око полова. Постоји више врста либрација.

## Хоризонтална либрација
Ова врста либрација настаје зато што се Месец око Земље не креће по правилној кружној орбити, већ по елиптичној. Услед елиптичног кретања тела његова брзина се мења. Када је Месец најближи Земљи, односно када је у перигеју, његова брзина је највећа, а када је најдаље од Земље, односно у апогеју, његова брзина је најмања. Како је брзина Месечеве ротације константна, долази до не изједначавања брзина и привидне ротације за посматрача са Земље, услед чега се открива део површине Месеца. Да би се испунио циклус једне хоризонталне либрације потребно је време два узастопна проласка Месеца кроз перихел, односно један аномалистички месец.

## Вертикална либрација
Вертикална либрација настаје као последица нагнутости Месечеве осе ротације у односу на нормалу равни његове орбите. Посматрач са Земље у различитим временским тренуцима може да види део тамне стране Месеца око северног Месечевог пола. Да би се испунила вертикална либрација потребно је време два узастопна проласка Месеца кроз чвор, односно један драконички месец.

## Дневна и физичка либрација
Ове две врсте либрација мање су значајне јер откривају доста мали део мрачне стране Месеца. Дневна либрација настаје због промене положаја посматрача на Земљи у односу на Месец услед Земљине ротације. То значи да Месец за посматрача на Земљи није исти на почетку и на крају вечери. 
Физичка либрација настаје услед нутације Месечеве осе ротације, односно њеног колебања.